# フォーエヴァー (スパイス・ガールズのアルバム)
『フォーエヴァー』（Forever）は、スパイス・ガールズの3枚目のアルバム。ジェリ・ハリウェル脱退後4人になってから初のアルバム。

## 背景
1999年8月、スパイス・ガールズはロンドン、中旬にはシェフィールドでアルバム制作にとりかかった。このレコーディング・セッションからは"Treasure"、 "Go, Go, Go"、 "Overnight"、そして"W.O.M.A.N"の計4曲もアルバムに収録される予定だった。 8月25日にロンドンに戻り、アメリカのプロデューサー、ロドニー・ジャーキンス（ホイットニー・ヒューストン、アリーヤ、マイケル・ジャクソンなどを手がけた）とアルバム制作にとりかかる。ここで、"Holler", "Let Love Lead The Way"と"Weekend Love"を作り上げた。9月21日にはジミー・ジャム、テリー・ルイス（ジャネット・ジャクソン、マライア・キャリー、マイケル・ジャクソン、アッシャーを手がけた）と制作にとりかかり、"If You Wanna Have Some Fun"と"Oxygen"を作り上げた。
9月にはメラニーC、エマ・バントン、メラニーBのソロ活動が始まり、アルバムの制作が延期された。7ヵ月後の2000年4月10日、メンバーのジェリが脱退してから約2年、4人のメンバーはアメリカのマイアミで再び制作にとりかかる。それでもメラニーCはソロ活動を続けており、作詞製作にはあまり加わらなかった。レコーディングもほかのメンバーが終わった後に彼女一人で行うという状況であった。この段階で"Tell Me Why"、 "Get Down With Me"、"Time Goes By"と"Right Back At Ya"が作られた。 それでもこのアルバムに収録する曲は足りず、7月17日にメンバーはまたイギリスに戻り、"Wasting My Time" を作り上げた。

## チャート成績と売り上げ
このアルバムの正式な売り上げは公にされていないが、それまでのスパイス・ガールズのアルバム売り上げ記録より下回るということは言える。2000年12月にはEMIが世界中で230万枚を売り上げたと発表したが、この数字には疑問が持たれている。フランスでは10万枚を売り上げる予想をしていたが、1万5,000枚しか売れなかったことがその原因といえる（結局、フランスではアルバムチャート43位にとどまった）。母国UKのチャートでは約30万枚を売り上げ、彼女たちが初めて1位を獲得できなかったアルバムとなった（最高位は2位）。また、アメリカでは約20万枚を売り上げ、39位が最高で、3週目にはチャート圏外となった。唯一ブラジルでアルバムチャート1位を記録した。
2000年度（2000年4月1日〜2001年3月31日）のEMIグループの全世界でのアルバム売上では220万枚を記録し、ビートルズの『ザ・ビートルズ1』、レニー・クラヴィッツの『グレイテスト・ヒッツ』、ロビー・ウィリアムズの『シング・ホエン・ユーアー・ウィニング』、宇多田ヒカルの『Distance』、コールドプレイの『パラシューツ』、レディオヘッドの『キッド A』に続いて第7位にランクインされている。

## トラックリスト
1. "Holler"  – 4:15
2. "Tell Me Why" – 4:13
3. "Let Love Lead The Way"  – 4:57
4. "Right Back At Ya"  – 4:09
5. "Get Down With Me"  – 3:45
6. "Wasting My Time"  – 4:13
7. "Weekend Love"  – 4:04
8. "Time Goes By"  – 4:51
9. "If You Wanna Have Some Fun"  – 5:25
10. "Oxygen"  – 4:55
11. "Goodbye"  – 4:35

日本盤ボーナストラック
1. "Holler (MAW Remix)"

## チャート
| チャート         | フォーエヴァー | フォーエヴァー | フォーエヴァー                  |
| チャート         | 最高位         | ゴールド認定等 | 出荷                            |
| ---------------- | -------------- | -------------- | ------------------------------- |
| UK               | #2             | プラチナ       | 30万枚 （28万枚の売り上げ）     |
| カナダ           | #6             | プラチナ       | 20万枚                          |
| ビルボード200    | #39            |                | 20万枚                          |
| ブラジル         | #1             | ゴールド       | 10万枚                          |
| フランス         | #43            | なし           | 10万枚 （1万5,000枚の売り上げ） |
| ドイツ           | #6             | ゴールド       | 15万枚                          |
| 日本             | #12            |                | 3万9,500枚                      |
| 中国             | #6             |                | 15万枚                          |
| メキシコ         | #21            | ゴールド       | 5万枚                           |
| ニュージーランド |                | ゴールド       | 7,500枚                         |
| オランダ         |                | ゴールド       | 4万枚                           |
| ポーランド       | #9             | ゴールド       | 1万5,000枚                      |
| スイス           |                | プラチナ       | 5万枚                           |